# 14174 Deborahsmall
14174 Deborahsmall (1998 VO13) là một tiểu hành tinh vành đai chính được phát hiện ngày 10 tháng 11 năm 1998 bởi Nhóm nghiên cứu tiểu hành tinh gần Trái Đất phòng thí nghiệm Lincoln ở Socorro.